# 0304
0304 è il quarto album in studio della cantautrice statunitense Jewel, pubblicato nel 2003. 

## Tracce
1. Stand – 3:13
2. Run 2 U – 3:38
3. Intuition – 3:49
4. Leave the Lights On – 3:22
5. 2 Find U – 3:16
6. Fragile Heart – 3:33
7. Doin' Fine – 3:14
8. 2 Become 1 – 4:40
9. Haunted – 4:52
10. Sweet Temptation – 4:09
11. Yes U Can – 4:01
12. U & Me = Love – 3:36
13. America – 3:40
14. Becoming – 4:22